# Erik Undritz
Erik Undritz (* 25. Mai 1901 in Reval; † 26. Dezember 1984 in Basel) war ein Schweizer Arzt und Blutspezialist.

## Leben
Undritz wurde als Sohn eines deutschbaltischen Pastors in Reval geboren und studierte in Dorpat Medizin. Dabei erkrankte er schwer an Tuberkulose. Die Krankheit machte erst eine Operation (Ausbrennen des Kehlkopfes) im Schwarzwald nötig und dann, als er auch noch Lungentuberkulose bekam, längere Sanatoriumsaufenthalte in der Schweiz. Dabei arbeitete er von 1927 bis 1938 auch als Assistenzarzt in verschiedenen Sanatorien in Arosa, Montana und Locarno. Danach wurde er wissenschaftlicher Mitarbeiter am hämatologischen Laboratorium der Firma Sandoz, dessen Leitung er später übernahm. Bei Sandoz legte er eine umfangreiche Sammlung von Blutbildern aller möglichen Tierarten an. Er war zu seiner Zeit einer der führenden Hämatologen, dessen Hämatologische Tafeln Sandoz (1950) ein Standardwerk wurden. Daneben war er Ehrendozent für Hämatologie der Universität Basel. Er wurde auch bekannt als gerichtsmedizinischer Experte, der im Fall Pierre Jaccoud an der Untersuchung der Blutspuren und dem Ausgang des Prozesses 1960 entscheidend beteiligt war.
Seit 1962 ist er Ehrenmitglied der Deutschen Gesellschaft für Hämatologie und Medizinische Onkologie.
Nach ihm wurde die Undritz-Anomalie (Hypersegmentation von Zellkernen polymorphkerniger Leukozyten) benannt. Die ehemalige Privatsammlung des Mediziners, die 1195 Buchtitel enthält, befindet sich heute im Besitz der Nordost-Bibliothek Lüneburg und ist dort recherchierbar.